# پلگی خمر
پلگی خمر، روستایی از توابع بخش جزینک شهرستان زهک در استان سیستان و بلوچستان ایران است.و یکی از اندک روستاهایی در شهرستان زهک می باشد که دارای چاه های عمیق و رشته رودخانه های فصلی فراوان و مزارع سرسبز است.
این روستا عموما بدلیل قرار گرفتن در حدفاصل زابل و زهک ونزدیکی به یکی از خطوط محوری استوا موقعیتی بسیار عالی برای کشاورزی و کاشت درختان میوه از جمله انار،سیب،انگور،پرتغال،زردآلو،هلو دارد.لازم به ذکر است هم اکنون نیز بعضی از این میوه ها در این روستا برداشت میشود.هندوانه و خربزه کاری و کاشت گندم و جو در فصول مختلف در این روستا رواج دارد .
تمامی افراد این روستا دامداری را نیز در کنار سایر مشاغل خود قرار داده اند و تمامی نیاز های خود را ارگانیک سامان می بخشند.

## جمعیت
این روستا در دهستان جزینک قرار دارد و براساس سرشماری مرکز آمار ایران در سال ۱۳۸۵، جمعیت آن ۲۲۳ نفر (۴۵خانوار) بوده‌است.